# Puntius punjabensis
Puntius punjabensis är en fiskart som först beskrevs av Day, 1871.  Puntius punjabensis ingår i släktet Puntius och familjen karpfiskar. Inga underarter finns listade i Catalogue of Life.